# Ein bißchen Frieden
Ein bißchen Frieden ist ein Lied, das als deutscher Beitrag zum Eurovision Song Contest 1982 von Ralph Siegel komponiert, von Bernd Meinunger getextet und von der damals 17-jährigen Sängerin Nicole präsentiert wurde. Es war der erste deutsche und nach Merci, Chérie (Udo Jürgens, 1966) der zweite deutschsprachige Titel, der den Eurovision Song Contest gewann.

## Entstehung
Nicole selbst hatte kurz zuvor zwei Singles herausgebracht, und zwar Flieg nicht so hoch, mein kleiner Freund (veröffentlicht am 29. Juni 1981) und Der alte Mann und das Meer (7. Dezember 1981). Mit dem Titel Flieg nicht so hoch, mein kleiner Freund hatte Nicole die Vorentscheidung zum Eurovisionswettbewerb 1981 zwar verfehlt, konnte hiermit jedoch Rang 2 der deutschen Hitparade erreichen. Ralph Siegel hatte für diesen Wettbewerb, der seit 1956 ausgetragen wird, den deutschen Beitrag Johnny Blue beigesteuert.
Motive für den Text von Ein bißchen Frieden waren der sich im März 1982 abzeichnende Falklandkrieg und die laufende Nachrüstungsdebatte. Das Lied apostrophiert den sehnsüchtigen Wunsch nach Frieden in der Welt, die viele kriegerische Ereignisse erleben muss. Meinungers Text sehnt sich den überpolitischen Frieden und Mitmenschlichkeit herbei. Dabei steigert sich der Text bis zum Schluss, wo ein Chor den Refrain singt, während Nicole in einer überlagernden kontrapunktierten Melodie die Hörer textlich einbezieht.
Die Musikaufnahmen zu Ein bißchen Frieden wurden vom Musikproduzenten Robert Jung im Olympia-Studio (damals in München-Bogenhausen) überwacht, das Ralph Siegel gehörte; als Tonmeister fungierte Conny Jahn. Das Lied war eine von 807 Kompositionen, die der Jury der Arbeitsgemeinschaft deutsche Musikwettbewerbe eingereicht wurden, von denen 24 Titel den Hörern von sechs Rundfunkanstalten vorgestellt wurden. Ein bißchen Frieden erreichte lediglich den letzten Platz. Auf dem Vorentscheid hingegen siegte die junge Sängerin souverän. Nach dem Radiohalbfinale erreichte Nicole die deutsche Vorentscheidung Ein Lied für Harrogate am 20. März 1982 in München, die sie mit großem Stimmenvorsprung gewinnen konnte. Hier wirkte neben dem Lied auch die von Ralph Siegel inszenierte optische Präsentation. Auf einem Hocker sitzend, trat Nicole in einem sittsam wirkenden Kleid auf und begleitete sich selbst auf einer weißen Gitarre. Eine Harfenistin und das in weißen Anzügen an weißen Instrumenten (Ralph Siegel spielte am schwarzen Piano) und weißen Podesten spielende Orchester gehörten ebenfalls zur Szenerie. Die Farbe Weiß gilt als die Friedensfarbe.

## Eurovision Song Contest
Beim Eurovision Song Contest am 24. April 1982 im englischen Harrogate trat Nicole als letzte der achtzehn Teilnehmer auf. Das Stück erhielt – mit Ausnahme von Luxemburg – aus jedem Land Punkte; neun Länder gaben dem deutschen Beitrag die Höchstpunktzahl. Am Ende erreichte er mit insgesamt 161 Punkten und einem bis dahin einmaligen Vorsprung von 61 Punkten auf den Zweitplatzierten, der mehr als fünf Höchstwertungen entspricht, den ersten Platz. Bis 1997 war der Punktedurchschnitt Rekord in der Geschichte des Wettbewerbes. Bei der anschließenden Präsentation des Siegertitels trug Nicole Teile des Liedes auf Englisch, Französisch und Niederländisch vor.

## Veröffentlichung und Erfolg
Die Single Ein bißchen Frieden / Thank You, Merci, Danke (Jupiter Records 6.13400) erschien in Deutschland am 22. März 1982. Nach Veröffentlichung konnte das Lied in Deutschland den Status als Nummer-eins-Hit für fünf Wochen aufrechterhalten, in Österreich verblieb es zwei Wochen, in der Schweiz gar acht Wochen auf dem ersten Platz. Erste Plätze in weiteren, nicht deutschsprachigen Länder wie Belgien (drei Wochen), den Niederlanden (vier Wochen) und Großbritannien (zwei Wochen) untermauerten den kommerziellen Erfolg das Lieds. Das Lied war die 500. Nummer eins in der Geschichte der britischen Charts. Am längsten auf Rang eins verharrte die Friedensballade mit 11 Wochen in Schweden. In Deutschland gab es für über 250.000 verkaufte Einheiten eine Goldene Schallplatte; somit ist Ein bißchen Frieden bis heute einer der meistverkauften deutschen Schlager seit 1975. Die Single wurde weltweit mit über fünf Millionen Exemplaren verkauft.

## Kritik
Die Darbietung hatte nach Ansicht von Jan Feddersen gesangliche Schwächen, wodurch jedoch Nicoles Authentizität gestärkt wurde. Es sei nur „ein unbedarftes Liedchen zur Gitarre“, das den Schlagerwettbewerb nicht wegen seiner musikalischen Qualitäten gewonnen hätte, urteilte André Port le Roi 1998. Es repräsentiere jedoch die für die Bundesrepublik typische, für das Ausland jedoch rätselhafte „Mischung aus romantischer Emotionalität und hysterischer Weltuntergangsstimmung“.
Die Ballade begnügte sich mit ein „bisschen Frieden“, während Pazifisten den „totalen Frieden“ einforderten. Von der Friedensbewegung wurde Ein bißchen Frieden daher auch eher kritisch aufgenommen und bisweilen als Provokation empfunden.
In der deutschen Presse stieß der Sieg beim Eurovision Song Contest auf geteiltes Echo. Die Stuttgarter Nachrichten bezeichneten Nicole als „weder rhetorisch geschult noch musikalisch besonders begabt“ und urteilten über das Lied: „Das wichtigste menschliche Bedürfnis, eben der Frieden, droht zum Mode-Gag zu werden. (...) Hier wurde ein allgemeines Anliegen zum naiven Schlagerhit intoniert“. Dagegen befand die F.A.Z., man könne „sich freuen, daß der Friedenswunsch – im Schlager artikuliert – soviel Resonanz gefunden hat, und gleichzeitig bedauern, daß das Thema so aktuell geworden ist“.
Der finnische Teilnehmer Kojo, der für sein Antikriegslied Nuku pommiin 0 Punkte erhalten hatte, äußerte sich sehr negativ und meinte „Wenn ich sehe, wer hier gewinnt, da bin ich auf dem falschen Festival“.
Nach dem Eurovision Song Contest kamen Plagiatsvorwürfe auf. Zum einen wurde behauptet, der Refrain des Liedes sei aus dem Zwischenspiel des von Julio Iglesias gesungenen Alle Liebe dieser Erde (Melodie: Bert Olden; Text: Christian Heilburg) übernommen worden. Dort hielt der Beklagte dem Vorwurf entgegen, dass er beim Komponieren nicht an dieses Zwischenspiel gedacht habe und die entsprechende Tonfolge nicht dem Urheberrecht unterliegen könne, da es sich um allgemeines und altbekanntes Musikgut handle, dem die Originalität fehle. Vor dem Landgericht München erreichte die Klägerin die Stattgebung der Klage, die Berufung wies diese ab. Der Rechtsstreit führte bis zum Bundesgerichtshof, der das Urteil der letzten Instanz aufhob und dorthin zur weiteren Klärung des Sachverhalts zurückwies.
Ein weiterer Vorwurf, nach dem der Text des Liedes an Stücke aus dem Musical Winnetou angelehnt sei, wurde vom Oberlandesgericht München als unbegründet zurückgewiesen.

## Coverversionen

### Deutschsprachige Cover
1994 erschien eine Coverversion mit dem Titel Freedom von DJ BoBo auf dem Album There Is A Party, die im darauffolgenden Jahr als Single ausgekoppelt wurde. 1997 veröffentlichte die Fun-Metal-Band J.B.O. ein Cover im Stile Rammsteins. 2008 veröffentlichte die Band Panzerballett auf ihrem Album Starke Stücke ein Cover des Songs. 2011 veröffentlichte die Minimal-Electro-Band Welle: Erdball eine Coverversion des Liedes auf ihrem Album Der Kalte Krieg. 2024 veröffentlichte die US-amerikanische Extreme-Metal-Band Minenwerfer auf ihrer EP Pessimism ein Cover.

### Anderssprachige Cover
Neben Deutsch wurde das Lied von Nicole in sieben weiteren Sprachen gesungen:
- Dänisch: En smule fred
- Englisch: A Little Peace
- Französisch: La paix sur terre
- Italienisch: Un po’ di pace
- Niederländisch: Een beetje vrede
- Russisch: Немного мира (Njemnogo mira)
- Spanisch: Un poco de paz

Außerdem gibt es Übersetzungen in weitere Sprachen, wie zum Beispiel:
- Afrikaans: Nie lank gelede
- Finnisch: Vain hieman rauhaa
- Schwedisch: En liten fågel
- Serbokroatisch: Malo mira
- Tschechisch: Jsme děti slunce
- Vietnamesisch: Hoà Bình cho muôn nơi[19]
- Litauisch: Truputį laimės[20]

Die Sängerin Eleni Tzoka nahm eine polnische Version mit dem Titel Troszeczkę ziemi auf.
Angelique sang mit Een beetje geld voor een beetje liefde eine Persiflage auf dieselbe Melodie, die sowohl in den Niederlanden als auch in Belgien in die Charts kam.

## Kommerzieller Erfolg

### Chartplatzierungen
| ChartsChartplatzierungen     | Höchstplatzierung | Wochen/ Monate |
| ---------------------------- | ----------------- | -------------- |
| Deutschland (GfK)            | 1 (26 Wo.)        | 26 Wo.         |
| Österreich (Ö3)              | 1 (5 Mt.)         | 5 Mt.          |
| Schweiz (IFPI)               | 1 (11 Wo.)        | 11 Wo.         |
| Vereinigtes Königreich (OCC) | 1 (9 Wo.)         | 9 Wo.          |

| ChartsJahrescharts (1982) | Platzierung |
| ------------------------- | ----------- |
| Deutschland (GfK)         | 8           |
| Österreich (Ö3)           | 2           |
| Schweiz (IFPI)            | 8           |

### Auszeichnungen für Musikverkäufe
| Land/Region                  | Auszeichnungen für Musikverkäufe (Land/Region, Auszeichnung, Verkäufe) | Verkäufe |
| ---------------------------- | ---------------------------------------------------------------------- | -------- |
| Deutschland (BVMI)           | Gold                                                                   | 250.000  |
| Niederlande (NVPI)           | Gold                                                                   | 100.000  |
| Vereinigtes Königreich (BPI) | Silber                                                                 | 250.000  |
| Insgesamt                    | 1× Silber · 2× Gold ·                                                  | 600.000  |

## Musical
Ralph Siegel hat im Jahr 2022 das Musical ’N bisschen Frieden – Rock 'n' Roll Summer für die Bühne geschrieben. Die Uraufführung fand am 20. Oktober 2022 im Duisburger Theater am Marientor statt. Das Stück (Buch: Ronald Kruschak, Texte: Ronald Kruschak, Michael Kunze und Bernd Meinunger) erzählt die dramatisch-romantische Liebesgeschichte zwischen dem ostdeutschen Rocker Ricky und dem westdeutschen Hippie-Mädchen Elisabeth, die im Jahr 1967 beginnt. Mangels Erfolg wurde das Musical nach wenigen Aufführungen eingestellt.
Im Jahr 2023 wurde das Musical unter dem Titel Ein bisschen Frieden – Summer of Love neu lanciert. Die Premiere fand am 18. Mai 2023 im Festspielhaus Füssen statt. Das Stück wurde vom 8. bis 19. Mai 2024 auch im Theater München aufgeführt.